# Diocèse de Šiauliai
Le diocèse de Šiauliai (en latin : Dioecesis Siauliensis) est un diocèse catholique de Lituanie. La structure du diocèse et son territoire actuels ont été établis le 27 mai 1997, prenant son territoire de l'archidiocèse de Kaunas et des diocèses de Panevėžys et Telšiai. Il est désormais suffragant de l'archidiocèse de Kaunas.

## territoire

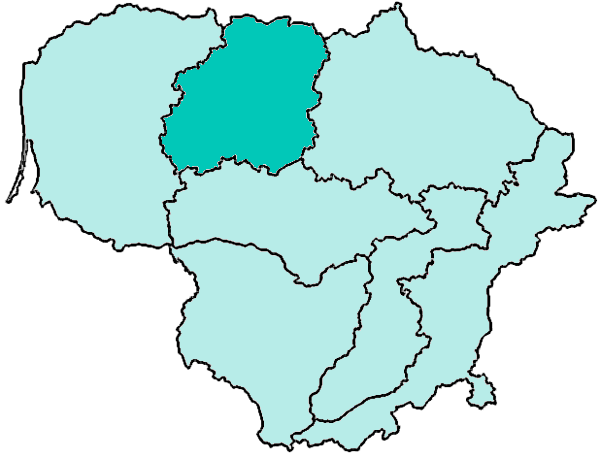
Localisation du diocèse.

Le diocèse comprend une grande partie de l'apskritis de Šiauliai. Il couvre une superficie de 7 696 km2. 
En 2022, il comptait 194 358 fidèles (87,3% de la population), 61 prêtres, 68 paroisses, 5 doyennés et 3 missions. 
L'église Saint-Pierre-et-Saint-Paul (en) (Šv. Apaštalų Petro ir Pauliaus katedra) de Šiauliai a été désignée cathédrale du diocèse. 
Le lieu de pèlerinage principal est la colline des Croix. Un pèlerinage part à chaque mi-été de la cathédrale pour s'y rendre, à 12km de distance.

## Évêques
- Eugenijus Bartulis (28 mai 1997 - 8 décembre 2024)
  - Darius Trijonis (de), évêque coadjuteur (6 juin 2024 - 8 décembre 2024)
- Darius Trijonis, depuis le 8 décembre 2024